# Круше (Мазовецьке воєводство)
Круше (пол. Krusze) — село в Польщі, у гміні Клембув Воломінського повіту Мазовецького воєводства.
Населення — 588 осіб (2011).
У 1975-1998 роках село належало до Остроленцького воєводства.

## Демографія
Демографічна структура станом на 31 березня 2011 року:
|          | Загалом | Допрацездатний вік | Працездатний вік | Постпрацездатний вік |
| -------- | ------- | ------------------ | ---------------- | -------------------- |
| Чоловіки | 286     | 66                 | 190              | 30                   |
| Жінки    | 302     | 68                 | 166              | 68                   |
| Разом    | 588     | 134                | 356              | 98                   |